# 1992年バルセロナオリンピックのフィンランド選手団
1992年バルセロナオリンピックのフィンランド選手団（1992ねんバルセロナオリンピックのフィンランドせんしゅだん）は、1992年7月25日から8月9日にかけてスペインのカタルーニャ州バルセロナで開催された1992年バルセロナオリンピックのフィンランド選手団、およびその競技結果。

## 概要
今大会は金メダル1個、銀メダル2個、銅メダル2個の合計5個のメダルを獲得した。

## メダル
| メダル | 選手名             | 競技 | 種目           |
| ------ | ------------------ | ---- | -------------- |
| 銀     | セポ・ラテュ       | 陸上 | 男子やり投     |
| 銅     | アンティ・カスビオ | 競泳 | 男子200m自由形 |